# Amparo (Cabimas)
El Amparo es uno de varios sectores que conforman la ciudad de Cabimas en el estado Zulia. Pertenece a la parroquia Ambrosio.

## Ubicación
Se encuentra ubicado entre los sectores Amparito al norte (calle la Estrella), Barrio Miramar al Oeste (av Andrés Bello), Bello Monte (Cabimas) al este, y El Golfito al sur.

## Historia
El Amparo fue fundado como campo residencial para trabajadores de la Lago Petroleum Corporation y fue dotado para ello del Club de Golf Coquivacoa el cual es actualmente el sector El Golfito.

## Zona Residencial
En este sector se encuentran numerosas casas residenciales, donde se hospedan gran cantidad de estudiantes foráneos, que estudian en el Instituto Universitario Tecnológico de Cabimas (I.U.T.C.).
En la calle la Estrella se ubica la fábrica de Salsa de Soya La China, una de las industrias locales.

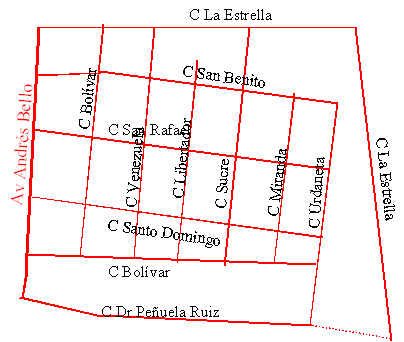

## Vialidad y Transporte
En el Amparo funciona la ruta Golfito - Amparo - Amparito de la línea Ambrosio.
La calle la Estella es la vía principal del Amparo.

## Sitios de referencia
- Farmacia la Estrella
- Tasca & Disco Camerino
- Fábrica de Salsa de Soya La China. Calle la Estrella